# Ферьян, Матей
Матей Ферьян (словен. Matej Ferjan; 5 января 1977, Любляна, Словения — 22 мая 2011, Гожув-Велькопольский, Польша) — словенский спидвейный гонщик. Выступал по венгерской лицензии из-за разногласий с национальной федерацией мотоспорта.

## Биография
До прихода в спидвей занимался лыжным спортом, входил в состав сборной Словении.
В 1998 году стал бронзовым призёром Чемпионата мира среди юниоров. В 2000 году выиграл континентальный финал квалификации Личного чемпионата мира и стал полноправным участником Мировой серии Гран-При. Семнадцать раз стартовал в этапах Гран-При, в которых набрал 46 очков.
Последней гонкой для Ферьяна стал матч Кубка британской Премьер-лиги, состоявшийся 15 мая 2011 года, в котором его «Ньюкасл Даймондс» выиграл у «Рай-Хаус Рокетс» со счётом 50:38, сам Ферьян набрал в нём 11 очков.
Рано утром 22 мая 2011 года в автомобиле, стоявшем в гараже его собственного дома в польском Гожуве, было найдено тело Матея. Причины смерти до сих пор не определены.
У Матея Ферьяна остались сын Марк (7 лет) и дочь Виктория (3 года).

## Клубная карьера

### Польская лига
- ГТЖ Грудзёндз — 1998, 1999, 2009
- ЗКЖ Зелёна-Гура — 2000
- Влокняж (Ченстохова) — 2001
- Колеяж (Ополе) —2002
- КМ Острув-Велькопольский —2003, 2004, 2006
- КСЖ Кросно — 2005
- Сталь (Гожув-Велькопольский) — 2007, 2008, 2011
- Старт (Гнезно) — 2010

### Британская лига
- Белл-Вью Эйсис — 1998, 2001, 2002
- Пул Пайретс — 1999, 2004, 2005
- Ипсвич Уичис — 2000
- Питерборо Пантерс — 2001
- Оксфорд Читас — 2003
- Ньюкасл Даймондс — 2011

### Российская лига
- СТМК Турбина (Балаково) — 2006
- Ураган (Ровно) — 2007[3]
- Шахтёр (Червоноград) — 2008

## Достижения

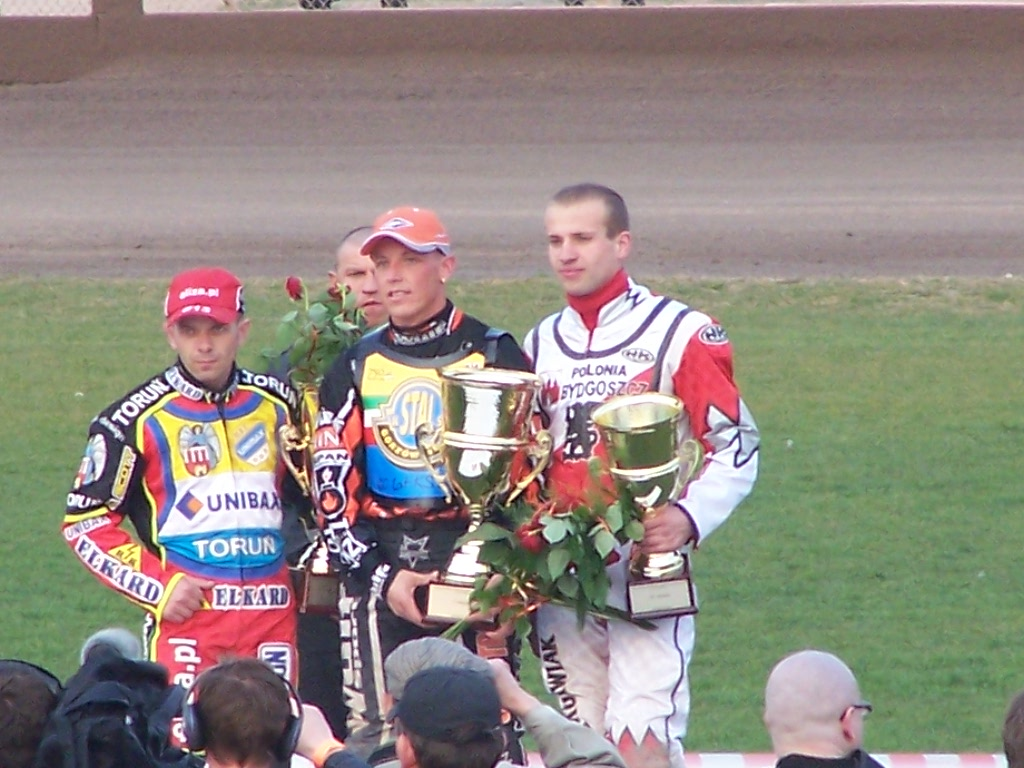
Матей Ферьян (в центре) — победитель «Критериума асов» Польской лиги. 2007 год

### Личные
- Вице-чемпион Европы: 2004
- Чемпион Словении: 1997, 1998, 1999, 2000, 2001
- Чемпион Венгрии: 2003, 2004, 2006, 2007, 2008, 2009
- Бронзовый призёр чемпионата Венгрии: 2005
- Бронзовый призёр Чемпионата мира среди юниоров: 1998
- Победитель «Критериума асов» Польской лиги: 2007

### Командные
- Чемпион Британской лиги: 2004
- Кубок Британской лиги: 2004